# Vignoble du Swartland

Région du Swartland.

Le vignoble du Swartland est établi dans la région du Swartland, elle-même située dans la province du Cap-Occidental, dans l’ouest de l’Afrique du Sud.

## Histoire
Littéralement, Swartland signifie en Afrikaans : Terre (Land) Noire (Swart).
Des vignes ont été plantées dans le Swartland par les agriculteurs locaux, ils contribuent à la création de la première coopérative viti-vinicole en 1948.
Des vignes de chenin sont plantées dans les années 1960 pour alimenter l'expansion du vin blanc en Afrique du Sud.
En 1997, Eben Sadie, est le premier producteur indépendant à s'installer dans la région, dont le premier vin est produit en 2000 (Syrah, Mourvèdre), puis un second vin en 2002 (chenin majoritaire). Ce sont ces vins qui lanceront la mode et l'encépagement de la région.
L'activité viticole s'est majoritairement développée entre les villes de Malmesbury et Riebeek-Kasteel, au sud-est de la région du Swartland. La majorité des vignerons sont jeunes, exploitant parfois les raisins de viticulteurs plus anciens qui ne transforment pas leur production en vin.
En 2017, dans la sous-région du Paaderberg, un projet d'exploitation minière de sable est lancé. Cela crée une polémique et déclenche le lancement d'une pétition pour l’abandon du projet afin de préserver la zone.

## Climat
Le climat chaud et sec est favorable à une croissance saine de la vigne.

## Pédologie
Les sols sont en partie composés de granites et de schistes, souvent sableux.

## Viticultureetœnologie

### Viticulture
L'irrigation est quasi indispensable pour la viticulture en raison du climat, elle n'est cependant pas pratiquée par tous les vignerons, certaines vieilles vignes possédant un système racinaire assez développé pour résister à la sécheresse estivale. 

#### Cépages
Le chenin est planté majoritairement en blanc. On trouve également du colombard, autrefois surtout destiné à la distillation.
La syrah est majoritairement plantée en rouge. On trouve également du cabernet sauvignon, du cinsault, du pinotage.

## Exploitations

### Swartland Independants
L'association de viticulteurs Swartland Independents regroupe des producteurs adhérant à une viticulture et une œnologie reflétant le plus fidèlement possible le terroir du Swartland. Sans avoir le statut équivalent d'une appellation d'origine contrôlée, ils ne produisent que des vins venant des vignes de cette région, et dont l’élaboration s'est faite dans une cave locale. Ils prônent également une œnologie la plus naturelle possible (sans levurage, acidification, tanisage, collage, osmose inverse, etc.).
Ils n'autorisent que des vins produits avec un minimum de 90 % des cépages suivants : 
- Rouges : syrah (shiraz), mourvèdre, grenache noir, carignan, cinsault, tinta barocca, pinotage
- Blancs : chenin, grenache blanc, marsanne, roussanne, viognier, clairette, palomino (Fransdruif/Vaalblaar), sémillon (Groendruif)

Cette liste est susceptible d'être revue, au fur et à mesure que de nouveaux cépages sont plantés et dont les vins produits reflètent le terroir du Swartland.
Dans le même objectif, seulement 25 % de futs neufs sont autorisés pour l'élevage d'un vin, et il doit être embouteillé dans une bouteille en verre de type bourguignonne.
| Nom de l’exploitation          | Nom du producteur          | Secteur                       |
| ------------------------------ | -------------------------- | ----------------------------- |
| AA Badenhorst Family Wines     | Adi Badenhorst             | Paardeberg                    |
| Annex Kloof Wines              | Hugo Basson                | Paardeberg                    |
| Antebellum Wines               | Herman Redelinghuys        | Riebeek-Kasteel               |
| Avant Garde Wines              | Michael Roets              |                               |
| Bryan MacRobert Wines          | Bryan MacRobert            | Riebeek-Kasteel               |
| Chevallerie                    | Christa von la Chevallerie | Paardeberg                    |
| Clayton Wines                  | Roger Clayton              |                               |
| Dragonridge Winery             | Johan Simons               | Paardeberg                    |
| Hofstraat                      | Wim Smit                   |                               |
| Intellego Wines                | Jurgen Gouws               | Paardeberg                    |
| JC Wickens Wines               | Jasper Wickens             | Paardeberg                    |
| Kloovenburg                    | Pieter du Toit             | Riebeek-Kasteel               |
| Lammershoek                    | Zia                        | Paardeberg                    |
| Mount Abora                    | Pieter de Waal             |                               |
| Mullineux & Leeuw Family Wines | Chris & Andrea Mullineux   | Riebeek-Kasteel / Franschhoek |
| Nativo                         | Billy Huges                |                               |
| Org de Rac                     | Jurgen Siebrits            |                               |
| Paardebosch                    | David & Nadia Sadie        | Paardeberg                    |
| Porseleinberg                  | Marc Kent & Callie Louw    | Riebeek-Kasteel               |
| Rall Wines                     | Donovan Rall               | Riebeek-Kasteel               |
| Riebeeks River Road            | Alan Cooke                 |                               |
| Santa Cecilia                  | Anton Espost               | Riebeek-Kasteel               |
| Sequillo Cellars               | Eben Sadie                 |                               |
| Stormborn Wines                | Konrad Raubenheimer        |                               |
| Testa longa                    | Craig Hawkins              |                               |
| Wildehurst Winery              | Sheree Nothnagel           |                               |

Cependant, ce mouvement est parfois controversé, l’absence de contrôle extérieur empêche l’application stricte des règles fixées. Parfois, il existe des écarts de la part de certains viticulteurs, comme l'utilisation d'intrants pour pallier une récolte difficile, tolérés afin de ne pas prendre de risque sur la qualité finale du vin. Cela remet en jeu la notoriété acquise et l’image donnée par les Swartland Independents. L'ensemble des exploitations tâche tout de même de respecter au maximum ces engagements et de produire des vins de qualité.
Un système d'autocollant est mis en place pour authentifier la production, avec un numéro unique, ils sont apposés sur la capsule des bouteilles.

## Œnotourisme
Le festival Swartland Revolution a lieu tous les ans en novembre. Plusieurs événements et salons permettant de découvrir les vins sont organisés pendant l'année.
Riebeek-Kasteel est la capitale officieuse du vin dans la région, et accueille un tourisme gastronomique.